# Críticas e teorias de conspiração envolvendo o Papa João XXIII
Apesar de ser amado, aclamado e homenageado por muitos, o Papa João XXIII (1881-1963) é também alvo de várias críticas, acusações e teorias de conspiração, que são feitas e defendidas maioritariamente por alguns grupos de católicos tradicionalistas, entre os quais se destacam os sedevacantistas e os conclavistas. Como por exemplo, estes grupos minoritários e marginalizados defendem que João XXIII era maçom ou rosacruz; era simpatizante ou cúmplice do comunismo, do socialismo e de correntes radicais anticatólicos; e era um herege modernista por defender o ecumenismo, a liberdade religiosa e a realização do Concílio Vaticano II. Por acusá-lo de ser um herege, alguns até defendem a teoria conspiratória de que João XXIII era um antipapa que usurpou ilegalmente a cátedra de São Pedro, que devia pertencer ao cardeal Giuseppe Siri.
Existem também alguns grupos, ligados à ufologia ou à detecção e crença de profecias apocalípticas, que defendem que João XXIII teve vários contactos com extraterrestres e redigiu um conjunto de profecias com muitas metáforas que abrangem desde a Segunda Guerra Mundial até ao fim do mundo. Parte destas profecias obscuras foram registadas no livro "As Profecias do Papa João XXIII", de Pier Carpi.
Os principais grupos católicos não acreditam ou negam todas estas críticas, teorias e especulações conspiratórias supramencionadas e descritas com maior pormenor nas secções seguintes. Eles defendem-se dizendo que estas acusações, vindas de grupos marginalizados e ávidos de teorias de conspiração, são tão vagas e mal fundamentadas que a Igreja Católica nunca se deu ao trabalho de refutá-las. Eles defendem que todas as dúvidas importantes acerca da santidade, catolicidade e conduta do Papa João XXIII foram clarificadas ou refutadas directa ou indirectamente pela sua beatificação. Eles também mencionam que a Igreja conseguiu beatificá-lo sem grandes problemas e escândalos, sendo um forte sinal revelador do pouco impacto que estas críticas e acusações conspiratórias causaram.

## Relação com a Maçonaria
Vários grupos de pessoas, nomeadamente certos grupos católico-tradicionalistas, acusam o Papa João XXIII de ter ligações com a Maçonaria e de ser fortemente influenciado por esta mesma associação secreta. Segundo uma outra teoria, João XXIII, desde 1935 (naquela altura, ele era delegado apostólico na Turquia e na Grécia), já era um membro de uma sociedade iniciática com características maçónicas e rosacrucianas. Outros até dizem que ele foi de facto um membro do Priorado de Sião. Algumas destas teorias estão registadas e defendidas no livro As profecias de João XXIII, de Pier Carpi. Yves Marsaudon, um barão e maçon francês, afirmou que o Papa João XXIII tornou-se num maçon de 33º grau durante a sua estadia em França como núncio apostólico. Em 1994, o Grão-Mestre do Grande Oriente da Itália declarou que Roncalli iniciou-se na Maçonaria em Paris e participou nos trabalhos das lojas maçónicas de Istambul (Turquia). Em 2002, um jornal português revelou mais algumas supostas provas de que Roncalli era de facto um maçon praticante.
As acusações supra-mencionadas são graves porque a Igreja Católica ensina que todos "os fiéis que pertencem às associações maçónicas estão em estado de pecado grave e não podem aproximar-se da Sagrada Comunhão". Os principais grupos católicos negam qualquer envolvimento do Papa João XXIII na Maçonaria ou em qualquer associação secreta.

## Relação com o comunismo, socialismo e radicalismo
Além de acusarem-no de maçon, o Papa João XXIII é também acusado de ser um simpatizante e até um cúmplice do Comunismo, do Socialismo e de correntes radicais (na sua maioria, anticatólicos). Estes movimentos modernos são todos eles condenados pela Igreja Católica. Existem relatos que dizem que Roncalli, antes de ser Papa, convivia e socializava amavelmente com muitos comunistas, socialistas e radicais, entre os quais destacam-se Vincent Auriol, Bogomolov (embaixador soviético em Paris), Édouard Herriot (que é considerado por alguns como o maior amigo de Roncalli) e Giacomo Manzu (um vencedor do Prêmio Lenin da Paz). No seu octagésimo aniversário (1961), o Papa recebeu inclusivamente, por telegrama, felicitações de Khrushchev, que era, naquela altura, líder da União Soviética.
O Papa é também acusado de firmar um acordo secreto com a União Soviética, em 1962. Neste acordo, "João XXIII comprometeu-se com o negociador soviético […] a não atacar o povo nem o regime da Rússia. Isso era para que Moscovo permitisse que os observadores ortodoxos russos comparecessem" ao Concílio Vaticano II.
Vários católicos tradicionalistas acusam também o Papa de não condenar abertamente o Comunismo e o Socialismo na sua encíclica Mater et Magistra e no Concílio Vaticano II. Eles também acusam esta famosa encíclica de promover e conter ideias socialistas. Mas, a verdade é que o próprio Papa João XXIII teve o cuidado de incluir na Mater et Magistra as condenações do Papa Pio XI sobre o Comunismo e o Socialismo. Mais concretamente, a Mater et Magistra defende que "entre comunismo e cristianismo, […] a oposição é radical, e […] não se pode admitir de maneira alguma que os católicos adiram ao socialismo moderado". E mais, em 1959, João XXIII autorizou a publicação de um documento do Santo Ofício, de 25 de Março (ou 4 de Abril), que confirmava o decreto contra o Comunismo de 1949. Neste documento de 1959, reafirmou-se que não era permitido aos católicos darem o seu voto a partidos ou candidatos que sejam comunistas ou aliados dos comunistas.

## Concílio Vaticano II e acusações de heresia e modernismo
Existem vários grupos de católicos tradicionalistas que acusam o Papa João XXIII de ser um defensor e praticante da heresia modernista. Eles afirmam que, já em 1925, Roncalli era suspeito pelo Santo Ofício de ser modernista, acabando por ter que ser enviado para Bulgária como Visitante Apostólico.  Tais grupos afirmam também que Roncalli era um grande admirador do movimento modernista francês Le Sillon, que foi condenado pelo Papa Pio X.
Os referidos sectores referem também que o Papa João XXIII, já desde cedo, tinha ideias muito heterodoxas e até heréticas. Como por exemplo, eles alegam que Roncalli, sendo um maçon, não acreditava na divindade de Jesus e em milagres, sendo conhecido por vários maçons como um deísta e racionalista. Roncalli era também visto como um defensor acérrimo da liberdade e dos direitos humanos (incluindo a liberdade religiosa), do ecumenismo, do diálogo inter-religioso (nomeadamente com os judeus) e do respeito e tolerância religiosas. Roncalli chegou mesmo a designar os "cismáticos" e os "heréticos" (ex: ortodoxos e protestantes) de "irmãos separados" que pertencem a uma única "família cristã". Os tradicionalistas acham que tudo isto consiste numa autêntica heresia e apostasia, que tiveram, segundo eles, cada vez maior  e predominância depois do Concílio Vaticano II. Eles acreditam que tudo isto era um plano (de carácter universalista e modernista) do Papa João XXIII de corroer a Igreja por dentro, através deste Concílio.
Eles acreditam também que esta corrosão (ou decadência) da Igreja deve-se ao deliberado "sacrifício dos valores" católicos "mais tradicionais" e à promoção do antropocentrismo, que contribuiram para a distorção da autêntica doutrina católica. Eles alegam que este "sacrifício" começou precisamente com o Concílio Vaticano II (idealizado pelo Papa João XXIII), onde se introduziu também muitas outras inovações, como a colegialidade dos bispos, o ecumenismo, a liberdade religiosa, a valorização da dignidade e dos direitos humanos, a reforma litúrgica do Rito Romano, o aggiornamento e a abertura da Igreja ao mundo moderno. Estas inovações são heréticas e constituem uma ruptura com a Tradição católica, fazendo com que a actual Igreja Romana não seja verdadeiramente católica.

## Antipapa
O Papa João XXIII é também acusado de ser um antipapa por alguns grupos de sedevacantistas e conclavistas. Eles alegam que João XXIII era de facto um herege, um apóstata e um não-católico que pretendia conspirar contra a Igreja Católica, através do Concílio Vaticano II. Estas acusações são baseadas nas outras acusações supra-mencionadas, onde se destacam obviamente as supostas heresias (nomeadamente o modernismo) de João XXIII, o seu envolvimento na Maçonaria e as suas amizades com o comunismo e o socialismo.
Alguns destes grupos acreditam inclusivamente que o Cardeal Giuseppe Siri foi de facto eleito Papa no conclave de 1958, mas que teve que dar o seu lugar a Roncalli devido às ameaças dos comunistas (nomedamente dos soviéticos). Os apoiantes desta teoria afirmam também que esta suposta resignação do Cardeal Siri era ilegal, por isso eles acreditam que Siri é que era o verdadeiro e legítimo Papa (eles até acreditam que Siri escolheu o nome papal de Gregório XVII). Eles acham por isso que João XXIII era só um mero usurpador ilegal da cátedra de São Pedro. Mas, existem também muitos estudiosos, entre os quais católicos tradicionalistas (ex: Hutton Gibson), que defendem que esta teoria é falsa e foi baseada em interpretações confusas e distorcidas dos factos e de certas notícias em língua italiana.
Estes grupos minoritários acreditam também que Roncalli escolheu o nome papal de João XXIII para, de uma forma discreta e codificada, informar os seus companheiros maçons que ele era de facto um antipapa e que iria pôr em prática um plano de destruição da Igreja Católica. Este plano implicava também estabelecer uma Nova Ordem Mundial. Eles acreditam nisso em parte porque, na verdade, existiu mesmo um antipapa chamado João XXIII, que viveu na Idade Média.

## Supostas profecias e encontros com extraterrestres
Para além das críticas e acusações, existem também várias alegações e teorias que defendem que Ângelo Roncalli redigiu, em 1935, um conjunto de profecias "surpreendentemente claras", sendo "em parte reveladas ao mundo no livro "As Profecias do Papa João XXIII", de Pier Carpi". "Como qualquer profecia, as suas mensagens estão carregadas de metáforas e outros tropos. Abrangem desde a iminente II Guerra Mundial até o "final dos tempos"".
Eles acham que João XXIII prognosticou "a entrada em cena de um Santo Padre em cujo tempo "a Mãe estenderá o braço e se abrirá ao mundo" – ou seja, a Igreja abarcará o mundo todo. […] A Igreja aceitará então "uma pequena corrente", isto é, adotará princípios gnósticos. […] A doutrina da reencarnação será então aceita. […] Mas no fim, […] "injustas acusações terá o vigário […], o Pai da Mãe estará sozinho e haverá os espinhos […]. E sangue nas prisões para quem crê". […] Será então que a biogenética terá descortinado o mapa genético do homem. Nesse ponto, entrará em cena o Anticristo: "Um grande irmão do Oriente fará estremecer o mundo com a cruz invertida sem lírios". João XXIII fornece a data: "São vinte séculos mais a idade do Salvador"".
Segundo eles, João XXIII também profetizou que "o mundo futuro será socialista e […] será governado pelo futuro Grande Monarca "Luz de Ocidente, última luz antes da eterna, desconhecida. A verdade será mais simples de quanto todos dissemos, escrevemos. Será um bom juízo…"". Eles afirmam também que, quando Roncalli já era Papa, ele conseguiu prever que o cardeal Montini (o futuro Papa Paulo VI) "seria o seu sucessor".
Na década de 1990, um grupo de pessoas espalhou rumores na Internet, dizendo que o diário privado de João XXIII contém mais revelações e profecias sobre o futuro. Eles afirmam que João XXIII, através do seu contacto directo com Cristo e com Nossa Senhora, recebeu a preciosa informação de que, no dia 25 de Dezembro de 2000, Cristo apareceria em Nova Iorque, dando início à Parusia e ao fim do mundo, o que não aconteceu. Apesar de este Papa ter de facto um diário, não existe evidências fundamentadas de que este diário privado contém visões apocalípticas do futuro.
Existem também pessoas que atribuem ao Papa João XXIII uma profecia relativa ao ressurgimento da Atlântida e ao contacto com os OVNIs. Ainda em relação aos extraterrestres (ETs), existem relatos que afirmam que João XXIII "teve vários encontros" com estes "seres não humanos", sendo que "um deles […] teve lugar na residência de Castel Gandolfo, em 1961". Segundo estes relatos, no fim deste encontro em Castel Gandolfo, o Papa afirmou a um dos seus assistentes o seguinte: "os filhos de Deus estão em todas as partes; algumas vezes temos dificuldade em reconhecer a nossos próprios irmãos".